# Che sarà
Che sarà (italienisch für „Was wird sein?“) ist ein italienisches Lied, das vom Komponisten Jimmy Fontana und den Textern Franco Migliacci und Carlo Pes für das Sanremo-Festival 1971 geschrieben wurde. Bis zu diesem Jahr war es beim Sanremo üblich, dass jedes Lied von zwei Künstlern bzw. Gruppen interpretiert wurde, in diesem Fall Ricchi e Poveri und José Feliciano.

## Hintergrund
Ursprünglich wollte Jimmy Fontana das Lied selbst auf dem Festival präsentieren. Gleichzeitig sollte José Feliciano das Lied für den internationalen Markt präsentieren. Fontana hatte bereits eine spanische und eine italienische Version des Liedes zusammen mit dem Puerto Ricaner in Los Angeles produziert. Nach der Rückkehr Fontanas nach Italien musste er feststellen, dass bereits Feliciano mit seinem Titel in Sanremo gesetzt war. Die italienischen Produzenten von RCA sahen in dem Lied und dem Festival eine gute Möglichkeit, den bereits internationalen Star José Feliciano auch in Italien bekannt zu machen. Des Weiteren entschied Enio Melis, damals künstlerischer Leiter bei RCA, das Lied dem Erfolg der jungen Gruppe Ricchi e Poveri zu widmen, die im Jahr davor mit ihrem Lied La prima cosa bella auf sich aufmerksam gemacht hatten. Fontana, der in der Angelegenheit das letzte Wort hatte, verweigerte als Komponist seine Zustimmung. Als Melis jedoch damit drohte, dass in diesem Fall das Lied bei keinem Festival antreten werde, gab er nach. Trotzdem zog sich Fontana aufgrund dieses Vorfalls für viele Jahre vom Musikgeschäft zurück.
Das Lied errang beim Sanremo-Festival den zweiten Platz hinter Il cuore è uno zingaro, gesungen von Nada Malanima.

## Veröffentlichung
Die von Feliciano aufgenommene italienische Version des Liedes war vor allem in Italien, in Mittel- und Osteuropa, im Mittleren Osten und in Japan erfolgreich. Den größeren Erfolg hatte jedoch die spanische Version des Liedes als Que será zu verzeichnen. Diese erreichte Verkaufsrekorde in Spanien und Lateinamerika. Eine englische Version mit dem Titel Shake a Hand platzierte sich in Skandinavien in die Charts, erreichte jedoch nicht die Top Ten in Großbritannien und den USA.

## Inhalt
Che sarà handelt von der Traurigkeit des Sängers, der sein Heimatdorf verlässt, um der Langeweile zu entfliehen (Paese mio che stai sulla collina disteso come un vecchio addormentato, „Mein Dorf da oben auf dem Hügel, dahingestreckt wie ein entschlafener Greis“). Er weiß nicht, was die Zukunft bringen wird, aber irgendwie wird das Leben schon weitergehen. Das Lied ist inspiriert von der toskanischen Kleinstadt Cortona, in der Liedtexter Franco Migliacci für lange Zeit gelebt hat. Jimmy Fontana hat den Song dem Ort Bernalda gewidmet, dem Heimatdorf seiner Frau.
Daneben spiegelt der Inhalt des Liedes die persönliche Geschichte von José Feliciano wider. Er wurde im Bergdorf Lares in Puerto Rico geboren und hat es für New York City verlassen. Er folgte damit vielen anderen Migranten aus Puerto Rico. Tatsächlich gilt das Lied vielen lateinamerikanischen Migranten als heimliche Auswandererhymne.

## Erfolge
| ChartsChartplatzierungen  | Höchstplatzierung | Wochen |
| ------------------------- | ----------------- | ------ |
| Italien (M&D)             | 3 (16 Wo.)        | 16     |
| Deutschland (GfK)         | 7 (22 Wo.)        | 22     |
| Niederlande (Media Markt) | 2 (12 Wo.)        | 12     |
| Flandern (Ultratop)       | 3 (15 Wo.)        | 15     |

| ChartsChartplatzierungen | Höchstplatzierung | Wochen |
| ------------------------ | ----------------- | ------ |
| Italien (M&D)            | 8 (11 Wo.)        | 11     |

## Coverversionen in anderen Sprachen
| Land        | Titel        | Interpret               |
| ----------- | ------------ | ----------------------- |
| Bulgarien   | Spri do men  | Lea Ivanova             |
| Deutschland | Che Sara     | Karel Gott              |
| Frankreich  | Qui saura    | Mike Brant              |
| Island      | Góða ferð    | BG og Ingibjörg         |
| Schweden    | Aldrig mer   | Hootenanny Singers      |
| Tschechien  | Nádherná     | Pavel Novák             |
| Ungarn      | Mit remélsz? | Kati Kovács             |
| Vietnam     | Đôi bờ       | Anh Tú, Lê Cát Trọng Lý |